# 遵義府

貴州省の遵義府の位置（1820年）

遵義府（じゅんぎふ）は、中国にかつて存在した府。明代から民国初年にかけて、現在の貴州省遵義市一帯に設置された。

## 概要
もとは播州宣慰司の地にあたる。1601年（万暦29年）、明により遵義軍民府が置かれた。遵義軍民府は四川省に属し、直属の遵義・桐梓の2県と真安州に属する綏陽・仁懐の2県、合わせて1州4県を管轄した。
1687年（康熙26年）、清により遵義軍民府は遵義府と改められた。1724年（雍正2年）、真安州は正安州と改称された。遵義府は貴州省に属し、遵義・桐梓・綏陽・仁懐・正安州・赤水庁の1庁1州4県を管轄した。
1913年、中華民国により遵義府は廃止された。